# 北米タッグ王座
NWA北米タッグ王座（NWAほくべいタッグおうざ、NWA North American Tag Team Championship）は、プロレスのタッグチーム王座である。かつてはアメリカおよびカナダの各テリトリーに存在していたが、本項では新日本プロレスが管理していたものについて扱う。NWAによる認定とされ、1974年から1981年まで新日本プロレスの管理下にあったが、それ以前の来歴には不明点が多い。

## 由来
王座が日本に初めて紹介されたのは1973年8月、ロサンゼルスのオリンピック・オーディトリアムにおいて新日本プロレスのアントニオ猪木と坂口征二が王者のジョニー・パワーズ&パット・パターソンに挑戦した際である。挑戦者組が勝利するが、3本目が反則勝ちのためにルールにより王者組の防衛となった。これ以前にパワーズとパターソンがアメリカでこの王座を獲得および防衛した記録は見当たらず、このタイトルはこの試合のために創作されたものと見られている。12月に王者が来日し、大阪において猪木&坂口が再び挑戦するが、獲得は逃した。翌1974年6月に新王者のクルト・フォン・ヘス&カール・フォン・ショッツが新王者として来日、猪木&坂口が挑戦するがまたも獲得を逃す。同年8月16日、再びオリンピック・オーディトリアムで4度目の挑戦を果たして王座を獲得した。
ヘスとショッツは、もともと「NWF認定」世界タッグ王者として来日する予定であったといわれる。このチームがアメリカおよびカナダでパワーズ&パターソンから王座を獲得した記録がないことから、パワーズ組とヘス組の王座は別物であるとする見方もある。しかし、昭和の時代においてはパワーズ組→ヘス組→猪木組への王座変遷が通説として語られてきた。
また、王座は「NWA認定」とされてきた。猪木組の王座獲得の時点で新日本プロレスはNWA非加盟であったが、獲得の舞台となったロサンゼルス地区（NWAハリウッド・レスリング）のプロモーターであるマイク・ラベールはNWA会員であり、新日本プロレスへのブッカーも務めていたことから、ラベールによってNWA認定の形をとっていたものと思われている。

## 歴史
アントニオ猪木&坂口征二の「黄金コンビ」が獲得してからは、新日本プロレスのタッグにおけるフラッグシップ・タイトルとして王座戦の歴史が重ねられていった。しかし当時の新日本プロレスは外国人レスラー招聘力が弱く、挑戦者もエース級のリーダーに対してパートナーが弱体の即席コンビが多かった。獲得から1年後の1975年8月1日、同じロサンゼルスのオリンピック・オーディトリアムにて、数少ない名コンビの挑戦者であるハリウッド・ブロンドス（ジェリー・ブラウン&バディ・ロバーツ）の挑戦を受けた試合がノーコンテストとなり、日本で王座決定戦が行われることになる。しかし、猪木は負傷のため出場を辞退、代わって新日本プロレス入団まもないストロング小林が坂口と組み、9月22日に王座決定戦に挑むも敗退し、ブロンドスに王座が移るが、10月2日に猪木&坂口が王座を奪回している。猪木&坂口の戴冠時の主な挑戦者チームには、ニコリ・ボルコフ&シーク・オブ・シークス・オブ・バグダッド、ハンス・シュミット&ブルート・バーナード、イワン・コロフ&グレッグ・バレンタインなどがいる。アンドレ・ザ・ジャイアントも、ロベルト・ソト、トニー・チャールズ、ザ・プロフェッショナルをパートナーに起用して3回挑戦した。
1976年2月に猪木の返上を受けて、2月5日の王座決定戦に勝った坂口&小林の「パワー・ファイターズ」が新王者となった。この時代には挑戦者組も充実し、ペドロ・モラレス&ビクター・リベラ、コロフ&スーパースター・ビリー・グラハムなど、アメリカでもタッグとしての実績のある一流チームを相手に防衛戦を行っている。1977年には新日本マットでヒールのトップチームとなったタイガー・ジェット・シン&上田馬之助と抗争を繰り広げた。王座を奪われ、猪木&坂口が挑んだこともあったが、最終的に坂口&小林が奪回している。坂口&小林時代の主な挑戦者チームとしては他にブラック・ゴールドマン&エル・ゴリアス、パット・パターソン&ラリー・ヘニング、スタン・ハンセン&ザ・ハングマン、ピーター・メイビア&ヘイスタック・カルホーン、バーナード&キラー・カール・クラップ、上田&サンダー杉山、ボブ・ループ&クルト・フォン・ヘスなどが挙げられる。
坂口&小林は1979年4月5日にヒロ・マツダ&マサ斎藤に敗れ王座転落、3年におよぶパワー・ファイターズの時代は終焉した。同年6月15日、坂口は長州力を新パートナーに王座を奪回、長州にとっては日本での初戴冠であった。7月6日の初防衛戦において、小林は木村健吾をパートナーに新王者チームに挑んだが、長州に決勝フォールを奪われ敗退した。以降は坂口&長州が2年にわたり王座を堅持し、シン&斎藤、ワイルド・サモアンズ（アファ・アノアイ&シカ・アノアイ）、アイアン・シーク&スーパー・デストロイヤーなどの挑戦を退けたが、強力な挑戦者チームは多くはなかった。1981年3月20日、会津でのシン&ドン・ムラコとの防衛戦を最後にIWGP提唱に伴って猪木のNWFヘビー級王座等と共に返上、封印された。なお、IWGP構想は当初シングルだけで動いており、IWGPタッグ王座が創設されたのは1985年のことである。

## 歴代王者
| 歴代   | タッグチーム                                                   | 戴冠回数 | 防衛回数 | 獲得日付      | 獲得場所 （対戦相手・その他）                                                                                      |
| ------ | -------------------------------------------------------------- | -------- | -------- | ------------- | --- |
| 初代   | ジョニー・パワーズ & パット・パターソン                        | 1        | 不明     | 1973年8月     | 不明 |
| 第2代  | クルト・フォン・ヘス & カール・フォン・ショッツ                | 1        | 不明     | 1974年5月     | 不明 |
| 第3代  | アントニオ猪木 & 坂口征二                                      | 1        | 不明     | 1974年8月16日 | カリフォルニア州ロサンゼルス 1975年8月1日のジェリー・ブラウン&バディ・ロバーツ組戦がノーコンテストのため王座預かり |
| 第4代  | ハリウッド・ブロンズ （ジェリー・ブラウン & バディ・ロバーツ） | 1        | 不明     | 1975年9月22日 | 愛知県体育館 坂口征二 & ストロング小林                                                                             |
| 第5代  | アントニオ猪木 & 坂口征二                                      | 2        | 不明     | 1975年10月2日 | 大阪府立体育館 1976年1月にアントニオ猪木がウィレム・ルスカ戦に専念するため返上                                     |
| 第6代  | 坂口征二 & ストロング小林                                      | 1        | 不明     | 1976年2月5日  | 札幌中島スポーツセンター タイガー・ジェット・シン & ブルータス・ムルンバ                                           |
| 第7代  | タイガー・ジェット・シン & 上田馬之助                          | 1        | 不明     | 1977年2月2日  | 大阪府立体育館 |
| 第8代  | 坂口征二 & ストロング小林                                      | 2        | 不明     | 1977年7月28日 | 九電体育館 |
| 第9代  | ヒロ・マツダ & マサ斎藤                                        | 1        | 不明     | 1979年4月5日  | 東京体育館 |
| 第10代 | 坂口征二 & 長州力                                              | 1        | 13       | 1979年6月15日 | カリフォルニア州ロサンゼルス 1981年4月23日にIWGP構想のため封印                                                     |